# Alfred Reumont
Alfred von Reumont (Aachen, 1808. augusztus 15. – Aachen, 1887. április 27.) német diplomata, történetíró.
Bonnban és Heidelbergben tanult. Martens báró porosz követ titkáraként 1829-ben Firenzében, 1832-ben Konstantinápolyban járt. 1836-ban újból Olaszországba ment, ahol Firenzében és Rómában élt. 1843-ban hazahívták Berlinbe, mint a külügyminisztériumba követségi tanácsosát és titkárát. 1848-ban IX. Pius pápánál, 1849-től pedig a toscanai udvarnál ügyvivő volt. 1856-tól firenzei követként képviselte hazáját. 1860-ban megvált állásától, majd Aachenben telepedett le.
Irodalmi műveiben a Rheinlands Sagen, Geschichten und Legenden (Köln 1837, 2. kiadás 1847) c. munkát kivéve főként Itália történetével ill. művészettörténetével és földrajzával foglalkozik, amelyeket alaposan ismert. Művészettörténeti műveiben irt Michelangelo Buonarrotiról (Berlin 1834), Andrea del Sartoról (uo. 1835) és Benvenuto Celliniről (uo. 1846); ezen kívül számos írása jelent meg a Kunstblattban is. 1879-ben Aachenben történeti társulatot alapított amelynek 1885-ig ő volt az elnöke.

## Főbb művei
- Römische Briefe von einem Florentiner (Lipcse, 1840–44, 4 köt.)
- Ganganelli, seine Briefe und seine Zeit (Berlin 1844)
- Die Carafa von Maddaloni (uo., 1851, 2 köt.)
- Beiträge zur italienischen Geschichte (uo., 1853–57, 6 köt.)
- Die Jugend Caterinas de'Medici (uo. 1854, 2. kiad. 1856)
- Die Gräfin von Albany (2. kiad. uo., 1860)
- Zeitgenossen; Biographien und Charakteristiken (uo., 1862, 2 köt.)
- Geschichte der Stadt Rom (uo. 1867–70, 3 köt.)
- Michelangelo Buonarroti (Berlin, 1834)
- Andrea del Sarto (uo., 1835)
- Benvenuto Celliniről (uo., 1846); ezenfelül számos közleményei a Kunstblattban jelentek meg. 1879. Aachenben történeti társulatot alapított melynek 1885-ig ő maga volt elnöke.